# The Procession of Tartaros
The Procession Of Tartaros är ett musikalbum av den svenska gruppen Overload. Det släpptes 2008. Albumet producerades av Overload och Pär Ryberg.

## Låtlista
1. Prelude
2. Six Days in Hell
3. Blood Hymn
4. The Procession of Tartaros
5. Metal Dog
6. Walk Alone
7. Tears Are Falling
8. Dream Disaster
9. King of Pain
10. Gagged in Fire
11. Angel